# Élections régionales de 2014 en Émilie-Romagne
Les élections régionales de 2014 en Émilie-Romagne (en italien : Elezioni regionali in Emilia-Romagna) ont eu lieu le 23 novembre 2014, afin d'élire le président et les conseillers de la Xe législature du conseil régional d'Émilie-Romagne pour un mandat de cinq ans.

## Système électoral
Le conseil et son président sont élus simultanément pour des mandats de cinq ans. Ce dernier est élu au scrutin uninominal majoritaire à un tour tandis qu'un minimum de 51 sièges de conseillers sont pourvus selon un système mixte.
Pour 40 d'entre eux, le scrutin utilisé est proportionnel plurinominal avec listes ouvertes et répartition des sièges selon la méthode du plus fort reste, avec application d'un seuil électoral de 3 %. Les électeurs ont la possibilité d'effectuer un vote préférentiel pour l'un des candidats de la liste pour laquelle ils votent, afin de faire monter sa place dans celle-ci. Le seuil électoral ne s'applique pas pour les listes liées à un candidat à la présidence ayant réuni au moins 5 % des voix.
Les 11 sièges restants sont quant à eux pourvus au scrutin majoritaire plurinominal avec listes fermées. Chaque liste inclut son candidat à la présidence, et dix sièges sont ainsi attribués en bloc à la liste du candidat vainqueur de la présidence et à celui-ci, donnant au scrutin une tendance majoritaire. Cependant, si la liste gagnante a déjà obtenu la majorité absolue des sièges via le système proportionnel, seule la moitié des dix sièges du scrutin majorité lui revient, le reste étant attribué à la proportionnelle. En revanche, si la liste du président élu a obtenu moins de 40 % des sièges, des sièges supplémentaires lui sont attribués jusqu'à atteindre 55 % du total.
Enfin, le candidat en tête de liste arrivé à la deuxième place de l'élection pour la présidence est membre à part entière du conseil, ce qui porte le nombre minimum de ses membres à un total de 51.

### Répartition des sièges
| Provinces                 | Sièges | +/-           |  |
| Bologne                   | 11     | 1             |  |
| Ferrare                   | 3      | 1             |  |
| Forlì-Césène              | 5      | 2             |  |
| Modène                    | 7      | 1             |  |
| Parme                     | 4      | en stagnation |  |
| Plaisance                 | 4      | 1             |  |
| Ravenne                   | 4      | 1             |  |
| Reggio d'Émilie           | 7      | 3             |  |
| Rimini                    | 3      | 1             |  |
| Candidats à la présidence | 2      | 9             |  |
| Total                     | 50     | en stagnation |  |

## Résultats
|                        |                            |            |            |                      |                                          |                                           |           |         |         |               |               |       |  |  |
| Présidence             | Présidence                 | Présidence | Présidence | Présidence           | Conseil                                  | Conseil                                   | Conseil   | Conseil | Conseil | Conseil       | Conseil       | Total |  |  |
| Candidats              | Candidats                  | Votes      | %          | Élus                 | Partis                                   | Partis                                    | Votes     | %       | +/-     | Sièges        | +/-           | Total |  |  |
|                        | Stefano Bonaccini (PD)     | 615 723    | 49,05      | 1                    |                                          | Parti démocrate (PD)                      | 535 109   | 44,53   | 3,88    | 29            | 11            |       |  |  |
|                        | Stefano Bonaccini (PD)     | 615 723    | 49,05      | 1                    | Gauche, écologie et liberté (SEL)        | 38 845                                    | 3,23      | 1,44    | 2       | 1             |               |       |  |  |
|                        | Stefano Bonaccini (PD)     | 615 723    | 49,05      | 1                    | Émilie-Romagne Civique (avec SC-PSI-FdV) | 17 984                                    | 1,50      | Nv.     | —       | en stagnation |               |       |  |  |
|                        | Stefano Bonaccini (PD)     | 615 723    | 49,05      | 1                    | Centre pour Bonaccini (Demo.S et CD)     | 5 247                                     | 0,44      | Nv.     | —       | en stagnation |               |       |  |  |
| Total Centre-gauche    | Total Centre-gauche        | 615 723    | 49,05      | 1                    | 597 185                                  | 49,69                                     | 2,24      | 31      | 9       | 32            |               |       |  |  |
|                        | Alan Fabbri (LN)           | 374 736    | 29,85      | 1                    |                                          | Ligue du Nord (LN)                        | 233 439   | 19,42   | 5,74    | 8             | 4             |       |  |  |
|                        | Alan Fabbri (LN)           | 374 736    | 29,85      | 1                    | Forza Italia (FI)                        | 100 478                                   | 8,36      | 16,20   | 2       | 8             |               |       |  |  |
|                        | Alan Fabbri (LN)           | 374 736    | 29,85      | 1                    | Frères d'Italie (FdI)                    | 23 052                                    | 1,92      | Nv.     | 1       | en stagnation |               |       |  |  |
| Total Centre-droit     | Total Centre-droit         | 374 736    | 29,85      | 1                    | 356 969                                  | 29,70                                     | 8,62      | 11      | 3       | 12            |               |       |  |  |
|                        | Giulia Gibertoni           | 167 022    | 13,31      | 0                    |                                          | Mouvement 5 étoiles (M5S)                 | 159 456   | 13,27   | 7,27    | 5             | 3             | 5     |  |  |
|                        | Maria Cristina Quintavalla | 50 211     | 4,00       | 0                    |                                          | L'Autre Émilie-Romagne (avec PRC et PdCI) | 44 676    | 3,72    | Nv.     | 1             | en stagnation | 1     |  |  |
|                        | Alessandro Rondoni         | 33 437     | 2,66       | 0                    |                                          | Émilie-Romagne populaire (NCD-UDC-PpI)    | 31 635    | 2,63    | 1,15    | 0             | 1             | 0     |  |  |
|                        | Maurizio Mazzanti          | 14 129     | 1,13       | 0                    |                                          | Citoyens libres d'Émilie-Romagne          | 11 864    | 0,99    | Nv.     | 0             | en stagnation | 0     |  |  |
|                        |                            |            |            |                      |                                          |                                           |           |         |         |               |               |       |  |  |
| Votes valides          | Votes valides              | 1 255 258  | 96,20      |                      | Votes valides                            | Votes valides                             | 1 201 785 | 92,10   |         |               |               |       |  |  |
| Votes blancs et nuls   | Votes blancs et nuls       | 49 583     | 3,80       | Votes blancs et nuls | Votes blancs et nuls                     | 103 056                                   | 7,90      |         |         |               |               |       |  |  |
| Total candidats        | Total candidats            | 1 304 841  | 100        | 2                    | Total partis                             | Total partis                              | 1 304 841 | 100     | -       | 48            | en stagnation | 50    |  |  |
| Abstentions            | Abstentions                | 2 155 561  | 62,29      |                      |                                          |                                           |           |         |         |               |               |       |  |  |
| Inscrits/participation | Inscrits/participation     | 3 460 402  | 37,71      |                      |                                          |                                           |           |         |         |               |               |       |  |  |